# Municipio de Warren (condado de Warren)
El municipio de Warren (en inglés: Warren Township) es un municipio ubicado en el condado de Warren en el estado estadounidense de Indiana. En el año 2010 tenía una población de 806 habitantes y una densidad poblacional de 8,55 personas por km².

## Geografía

Un mapa del municipio de Warren

El municipio de Warren se encuentra ubicado en las coordenadas 40°20′57″N 87°11′17″O / 40.34917, -87.18806. Según la Oficina del Censo de los Estados Unidos, el municipio tiene una superficie total de 94.29 km², de la cual 92,97 km² corresponden a tierra firme y (1,4 %) 1,32 km² es agua.

## Demografía
Según el censo de 2010, había 806 personas residiendo en el municipio de Warren. La densidad de población era de 8,55 hab./km². De los 806 habitantes, el municipio de Warren estaba compuesto por el 97,39 % blancos, el 0,12 % eran afroamericanos, el 0,25 % eran amerindios, el 0,25 % eran de otras razas y el 1,99 % eran de una mezcla de razas. Del total de la población el 1,12 % eran hispanos o latinos de cualquier raza.